# Les Contes de l'Ankou
Les Contes de l'Ankou est une série d'albums de bande dessinée collectifs dirigés par Jean-Luc Istin contenant des récits liés à l'Ankou, personnification de la mort en Basse-Bretagne.

## Auteurs

### Scénarios
- Tome 1: Jean-Luc Istin sauf le chapitre "Le passeur de la Laïta" par Ronan Le Breton
- Tome 2: Jean-Luc Istin (chapitre "L'esprit de mon père"), Erwan Le Breton (chapitre Le filleul de l'Ankou), Eric Liberge (chapitre "Les lavandières de nuit"), Francois Debois (chapitre "Le souvenir de Sofia")
- Tome 3: Jean-Luc Istin sauf le chapitre "La longue nuit" par Henri Fabuel

### Dessins et couleurs
- Tome 1: Guillaume Sorel (chapitre "Une pensée pour elle"), Frank Poua et Pascal Nino (chapitre "Le passeur de la Laïta"), Gwendal Lemercier (chapitre "Le pousseur de la Dourdu" et "La faux de l'Ankou")
- Tome 2: Guillaume Sorel (chapitre "L'esprit de mon père"), Bruno Tatti et Stambecco (chapitre Le filleul de l'Ankou), Eric Liberge (chapitre "Les lavandières de nuit"), Gwendal Lemercier (chapitre "Le souvenir de Sofia")
- Tome 3: Laurent Paturaud (chapitre "Même la Mort ne pourra nous séparer"), Jaques Lamontagne (chapitre "L'eau noire" et "Marie"), Olivier Ledroit (chapitre " La longue nuit"), Gwendal Lemercier (chapitre Vengeance divine")

## Albums
- Les Contes de l'Ankou, Soleil (coll. « Soleil Celtic » à partir du second tome) :

1. Hantise, 2003  (ISBN 2-84565-651-3)[1].
2. Qui est mon père ?, 2005  (ISBN 2-84565-739-0)[2].
3. Au Royaume des Morts, 2007  (ISBN 978-2-84946-798-5).

- Les Contes de l'Ankou : Intégrale, Soleil, coll. « Soleil Celtic », 2007  (ISBN 978-2-302-00015-5).